# Nikokles (Sikyon)
Nikokles (altgriechisch Νικοκλής Nikoklḗs) war der letzte hellenistische Tyrann der altgriechischen Stadt Sikyon. 
Im Jahr 251 v. Chr. kam er dort durch die Ermordung des Paseas an die Macht. Nach nur vier Monaten und der Abwehr eines aitolischen Angriffs wurde der in der Überlieferung als besonders grausam dargestellte Nikokles von verbannten Sikyoniern unter der Führung des Aratos und mit Hilfe aus Argos abgesetzt. Er konnte aus der Stadt fliehen.